# Mesonefro

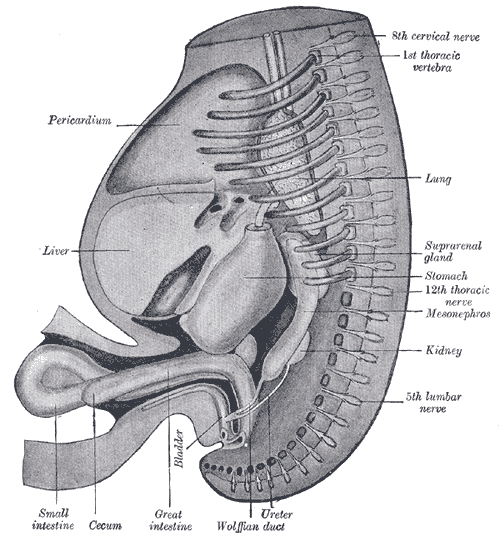
Un embrione umano lungo appena 17 mm, dove si distingue il mesonefro rispetto ai dotti di Wolff

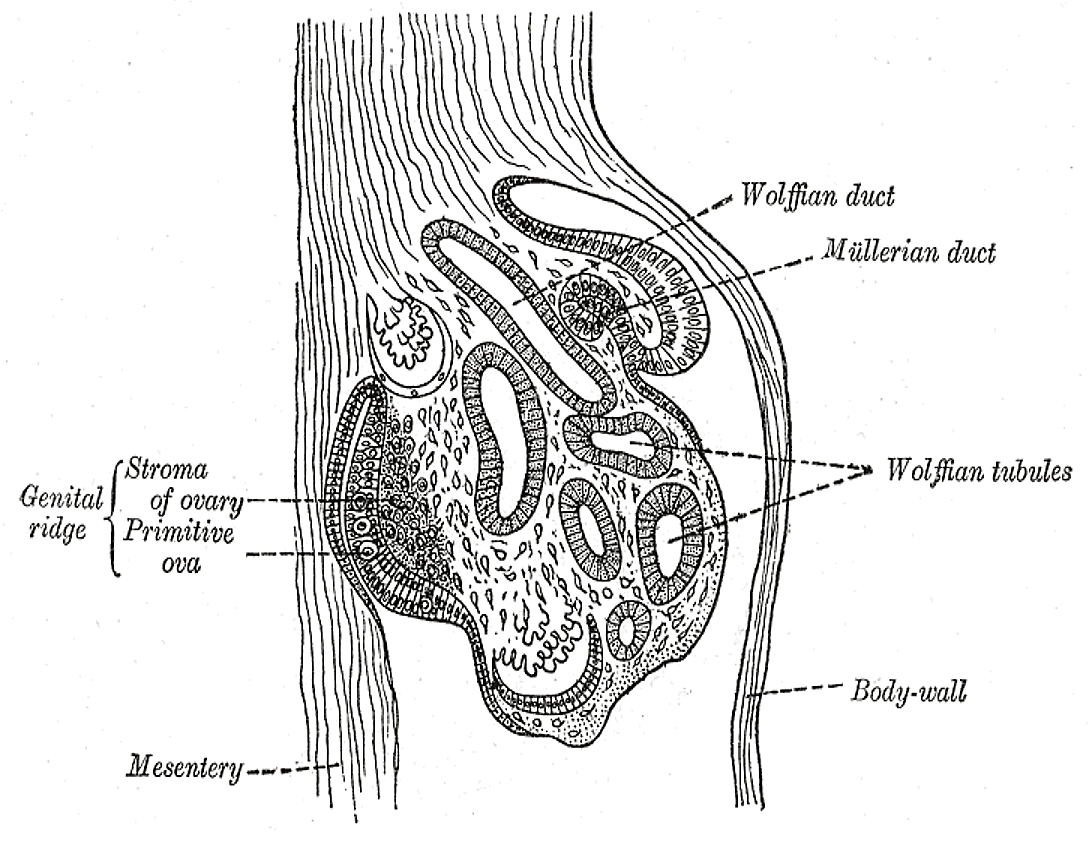
Mesonefro di un embrione di pollo al quarto giorno

Il mesonefro (dal greco antico μὲσος, mesos che significa "medio" e νεφρός, nephròs, "rene") è uno dei tre stadi di sviluppo embrionale che assumono gli organi escretori nei vertebrati. Serve come organo escretore principale nei vertebrati acquatici (pesci e anfibi) e come rene temporaneo in rettili, uccelli e mammiferi, prima della sua evoluzione verso il rene definitivo.
Il mesonefro fa parte del dotto di Wolff, dal nome dello studioso Caspar Friedrich Wolff che per primo ne studiò le caratteristiche nel 1759.

## Struttura
Deriva dall'abbozzo embrionale primitivo detto pronefro. Ha una struttura simile a quella del rene e, nella formazione embrionale dell'essere umano, ne svolge appieno le funzioni tra la sesta e la decima settimana di crescita. Malgrado questa somiglianza nella struttura, funzioni e denominazione, però il mesonefro non è destinato ad evolversi in alcuna parte del futuro rene o nefroni definitivi.. Negli embrioni umani, il mesonefro è composto di unità simili nella struttura e nelle funzioni ai nefroni del rene adulto.

## Sviluppo
Ogni nefrone mesonefrico ha origine da una parte del mesoderma intermedio adiacente al dotto mesonefrico, quando questo si differenzia per formare la vescica mesonefrica. Questa vescica si allunga per formare il tubulo mesonefrico, che si aggancia a una parte del dotto mesonefrico.